# Hökvattnet (Laxsjö socken, Jämtland)
Hökvattnet är en sjö i Krokoms kommun i Jämtland och ingår i Indalsälvens huvudavrinningsområde. Sjön är 27 meter djup, har en yta på 3,47 kvadratkilometer och är belägen 391,2 meter över havet.

## Delavrinningsområde
Hökvattnet ingår i det delavrinningsområde (708680-145177) som SMHI kallar för Utloppet av Hökvattnet. Medelhöjden är 462 meter över havet och ytan är 31,36 kvadratkilometer. Räknas de 15 avrinningsområdena uppströms in blir den ackumulerade arean 98,4 kvadratkilometer. Hökvattsån (Lillånån) som avvattnar avrinningsområdet har biflödesordning 3, vilket innebär att vattnet flödar genom totalt 3 vattendrag innan det når havet efter 259 kilometer. Avrinningsområdet består mestadels av skog (81 procent). Avrinningsområdet har 3,45 kvadratkilometer vattenytor vilket ger det en sjöprocent på 11 procent.